# Oscar Howe
Oscar Howe (Mazuha Hokshina ou Trader Boy) (Yanktonai Dakota), né le 13 mai 1915 à Joe Creek et mort le 7 octobre 1983, est un artiste américain du Dakota du Sud connu pour ses peintures à la caséine.